# Château du Plessis-Bertrand
Le château du Plessis-Bertrand est situé sur la commune de Saint-Coulomb, dans le département d'Ille-et-Vilaine.

## Historique
Le Plessis-Bertrand est un ancien château fort du XIIIe siècle. Il est situé sur la route entre Saint-Coulomb et Saint-Méloir-des-Ondes. Il a été construit en 1259 par l'arrière-arrière-grand-père de Bertrand du Guesclin pour remplacer l'ancien château du Guesclin. Trois tours portaient autrefois les noms de tours de l'Aigle, du Capitaine et du Guesclin. Il possédait un colombier et une chapelle privée. Ce château est pris en 1387 par les partisans d'Olivier de Clisson dans sa lutte contre le duc Jean IV, et en 1589 par le duc de Mercœur. Le maréchal de Brissac l'attaque pour le roi en 1597 et en 1598 : le château capitule et il est démantelé par ordre d'Henri IV. Le Plessis-Bertrand avait jadis un droit de haute justice, raison pour laquelle on voyait au bourg de Paramé les cep et collier de cette seigneurie. Ses fourches patibulaires se trouvaient au lieu-dit:  la Hoguette, fréquenté par les fées
La Tremblaye est tué le 8 septembre 1597 par une balle de mousquet tirée du château lors du siège du Plessis-Bertrand.
Il est acquis au XVIIIe siècle par François-Auguste Magon de la Lande.
Le monument fait l’objet d’une inscription au titre des monuments historiques depuis le 18 décembre 1969.